# Удодова, Галина Николаевна
Галина Николаевна Удодова (родилась 10 мая 1953 года в Риге) — советская акробатка, чемпионка мира по спортивной акробатике 1978 года. Заслуженный мастер спорта СССР (1979).

## Биография
Училась в 42-й Рижской средней школе. Спортивной акробатикой занялась в подростковом возрасте, выступала под руководством тренера Павла Капулера. Выступая в тройке с Галиной Корчемной и Тамарой Исаенко, Галина Удодова стала чемпионкой СССР 1975 года, выигрывала Кубок СССР 1977, 1978, 1979 годов. С 1975 года выступала за сборную СССР, выиграла Кубок мира 1977 года и чемпионат мира 1978 года (выступление групп в многоборье и двух упражнениях), а также чемпионаты Европы 1978 и 1979 годов. В 1979 году Галине Удодовой было присвоено звание заслуженного мастера спорта СССР; в том же году завершила карьеру.
После окончания спортивной карьеры Галина Николаевна стала работать учителем физкультуры в 89-й Рижской средней школе в Межциемсе (латыш. Mežciems). Ведёт спортивную секцию по акробатике и проводит соревнования. В 2006 году ей был присужден ежегодный учительский приз «Золотая ручка».